# Gällaryds socken
Gällaryds socken i Småland ingick i Östbo härad (före 1878/1885 också en del i Västra härad) i Finnveden, ingår sedan 1971 i Värnamo kommun i Jönköpings län och motsvarar från 2016 Gällaryds distrikt.
Socknens areal är 105,48 kvadratkilometer, varav land 94,89. År 2000 fanns här 537 invånare. Sockenkyrkan Gällaryds kyrka ligger i socknen. 

## Administrativ historik
Gällaryds socken har medeltida ursprung.
Före 1878 hörde 5 mantal till Nydala jordebokssocken i Västra härad, Ohs, Flathalla, Blekemo, Lilla och Stora Bohult, Älmhult eller Lönåsen, Enebacken, Kalvshylte (eller Karlshylte), Sanden, Svenamo och Trälsmo. Lägenheten Skytthemmet eller Rytthemmet räknades till 1885 till Västra härad.
Den 1 januari 1947 (enligt beslut den 22 mars 1946) överfördes till Gällaryds socken det obebodda området Uddarne, omfattande en areal av 0,02 km² (varav allt land), från Slätthögs socken i Kronobergs län.
Vid kommunreformen 1862 övergick socknens ansvar för de kyrkliga frågorna till Gällaryds församling och för de borgerliga frågorna till Gällaryds landskommun. Landskommunen inkorporerades 1952 i Bors landskommun som 1971 uppgick i Värnamo kommun.
1 januari 2016 inrättades distriktet Gällaryd, med samma omfattning som församlingen hade 1999/2000.  
Socknen har tillhört samma fögderier och domsagor som Östbo härad. De indelta soldaterna tillhörde Jönköpings regemente, Östbo kompani, och Smålands grenadjärkår, Livkompanit.

## Geografi
Gällaryds socken ligger sydost om Värnamo med höjder upp mot 245 meter över havet i nordväst och med sjöarna Lången, Hultasjön och Lyen i söder och sydost. Socknen är en sjörik skogs- och mossmark.

## Fornlämningar
Två hällkistor och fem gravrösen från bronsåldern finns här.

## Namnet
Namnet (1290 Gyelleryth), taget från kyrkbyn, innehåller som förled mansnamnet Gielle och efterledet ryd, röjning.

### Fotnoter
1. 1 2 3  Svensk Uppslagsbok andra upplagan 1947–1955: Gällaryd socken
2. 1 2  Harlén, Hans; Harlén Eivy (2003). Sverige från A till Ö: geografisk-historisk uppslagsbok. Stockholm: Kommentus. Libris 9337075. ISBN 91-7345-139-8
3. ↑   (PDF) Folkräkningen den 31 december 1950, I, Areal och folkmängd inom särskilda förvaltningsområden m.m., Tätorter. Stockholm: Statistiska centralbyrån. 1952-05-19. sid. 26. Arkiverad från originalet den 1 oktober 2014. https://www.webcitation.org/6T09ZkyrB?url=http://www.scb.se/Grupp/Hitta_statistik/Historisk_statistik/_Dokument/SOS/Folkrakningen_1950_1.pdf. Läst 9 oktober 2014 Arkiverad 29 oktober 2013 hämtat från the Wayback Machine.
4. ↑  Administrativ historik för Gällaryd socken (Klicka på församlingsposten). Källa: Nationella arkivdatabasen, Riksarkivet.
5. ↑  Indelta soldater, torp och rotar i Jönköpings län Arkiverad 24 januari 2012 hämtat från the Wayback Machine. Jönköpingsbygdens Genealogiska Förening
6. 1 2  Sjögren, Otto (1931). Sverige geografisk beskrivning del 2 Östergötlands, Jönköpings, Kronobergs, Kalmar och Gotlands län. Stockholm: Wahlström & Widstrand. Libris 9939
7. 1 2 3  Nationalencyklopedin
8. ↑  Fornlämningar, Statens historiska museum: Gällaryds socken
9. ↑  Fornminnesregistret, Riksantikvarieämbetet: Gällaryds socken Fornminnen i socknen erhålls på kartan genom att skriva in sockennamn (utan "socken") i "Ange geografiskt område"